# Ciclopecten fluctuatus
Ciclopecten fluctuatus (лат.) — вид двустворчатых моллюсков из семейства морских гребешков. Единственный вид рода Ciclopecten. Донные животные, встречаются на глубине 225—566. Встречаются в западной части Тихого и восточной части Индийского океанов от тропических до умеренных вод. Безвредны для человека, их охранный статус не определён, объектом промысла не являются.